# Интерблок
«Интерблок» — словенский футбольный клуб из города Любляна. Образован в 1975 году. Домашние матчи проводит на стадионе Спортны Парк имени Штефана Белета.

## Названия
- 1975—2006 — «Фактор»
- 2006—н. в. — «Интерблок»

## История
Дебютировал в высшей лиге Чемпионата Словении в 2006. В следующем году клуб переименован в "Интерблок". 
13 мая 2008 года команда победила в Кубке Словении и Суперкубке (в последнем матче победили "Домжале") и впервые добилась права выступить в еврокубках.

## Достижения
- Кубок Словении: (2)

2008, 2009
- Суперкубок Словении: (1)

2008